# Saison 5 de Seinfeld
Chronologie
Saison 4 Saison 6
 (septembre 2012).
Si vous disposez d'ouvrages ou d'articles de référence ou si vous connaissez des sites web de qualité traitant du thème abordé ici, merci de compléter l'article en donnant les références utiles à sa vérifiabilité et en les liant à la section « Notes et références ».
La cinquième saison de Seinfeld, une sitcom américaine, est diffusée pour la première fois aux États-Unis par NBC entre le 16 septembre 1993 et le 19 mai 1994.

## Liste des épisodes

### Épisode 1:Les Mangues
- États-Unis : 16 septembre 1993

### Épisode 2:Les Lunettes
- États-Unis : 30 septembre 1993

### Épisode 3:La Chemise bouffante
- États-Unis : 23 septembre 1993

### Épisode 4:Ça sent le roussi
- États-Unis : 7 octobre 1993

### Épisode 5:La Circoncision
- États-Unis : 14 octobre 1993

### Épisode 6:La Sourde
- États-Unis : 28 octobre 1993

### Épisode 7:Le Yaourt maigre
- États-Unis : 4 novembre 1993

### Épisode 8:Un cheveu dans la soupe
- États-Unis : 11 novembre 1993

### Épisode 9:La Masseuse
- États-Unis : 18 novembre 1993

### Épisode 10:L'Indien des bois
- États-Unis : 9 décembre 1993

### Épisode 11:La Conversion
- États-Unis : 16 décembre 1993

### Épisode 12:Les montagnards sont là
- États-Unis : 6 janvier 1994

### Épisode 13:L'Océanologue
- États-Unis : 10 février 1994

Jerry fait croire à Elaine que le titre originel de Guerre et Paix de Tolstoï a été La guerre, mais à quoi ça sert ? et que c'est sa maîtresse qui lui a inspiré le titre définitif. Évidemment, elle va le mentionner au bon moment…
• Il est fait référence à l'épisode pilote de la série Jerry de Jerry et George que NBC a produit, sans y donner suite…
- La maman de George, Estelle, ouvre tout son courrier.
• Culture : Diane est une ancienne camarade de college de Jerry et George et, aux États-Unis, le college correspond à un niveau supérieur d'enseignement.
- Le final de l'épisode est mémorable : comment George a sauvé la baleine…

### Épisode 14:L'Invitation
- États-Unis : 3 février 1994

### Épisode 15:La Tarte aux pommes
- États-Unis : 17 février 1994

### Épisode 16:Quitte ou Double
- États-Unis : 25 février 1994

### Épisode 17:Vive la mariée
- États-Unis : 17 mars 1994

### Épisodes 18 et 19:Imper et Gagne
- États-Unis : 28 avril 1994

- double épisode de 40 minutes ;
- Aaron est interprété par Judge Reinhold, acteur hollywoodien à la belle carrière.
- Rudy, le gérant de la friperie où Kramer veut vendre les impers de Morty, est joué par Michael G. Hagerty, que l'on reconnaît rapidement comme le concierge Treeger de la série Friends.
- Durant le tournage de La Liste de Schindler, le réalisateur Steven Spielberg a fait une dépression. Il aurait alors déclaré que Seinfeld l'avait aidé à se remettre. En apprenant cela, Jerry Seinfeld a décidé d'inclure une référence à La Liste de Schindler dans la série[1].

### Épisode 20:L'Incendie
- États-Unis : 5 mai 1994

### Épisode 21:L'Air du large
- États-Unis : 12 mai 1994

### Épisode 22:À l'envers et contre tout
- États-Unis : 10 mai 1994